# Marmohec
Marmohec (IXe siècle) fut la femme du premier roi de Bretagne, Erispoë. 

## Contexte
Elle donne deux enfants à Erispoë: un fils, Conan puis une fille anonyme qui, après avoir été fiancée par son père au prince Louis le Bégue, fils de Charles le Chauve, aurait épousé Gurwant, « comte de Rennes » et « cousin de Salomon » . Les sources contemporaines indiquent seulement qu'elle est la mère du princeps Judicaël.